# Partisanenkrankenhaus

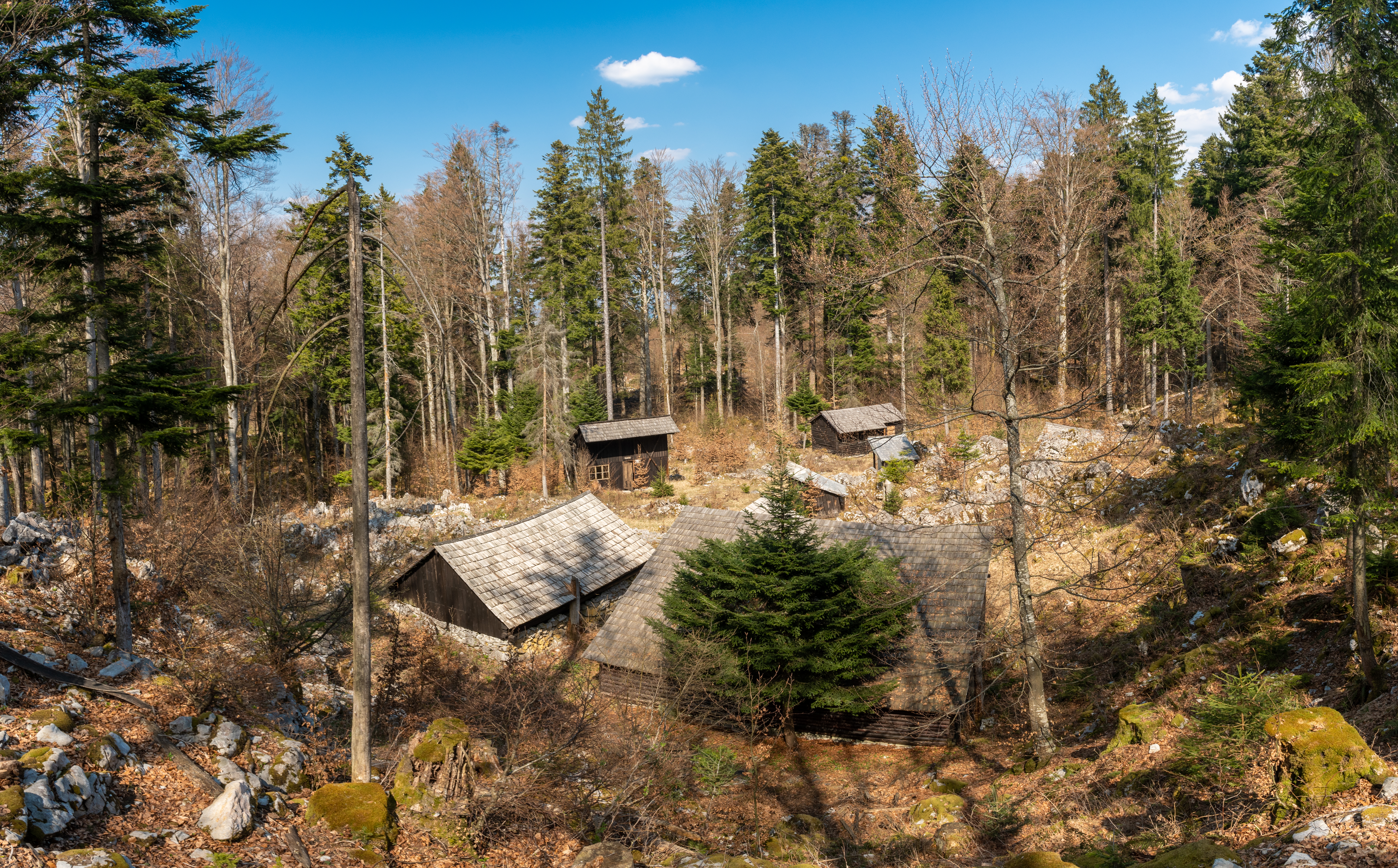
Partisanenlazarett Zgornji Hrastnik

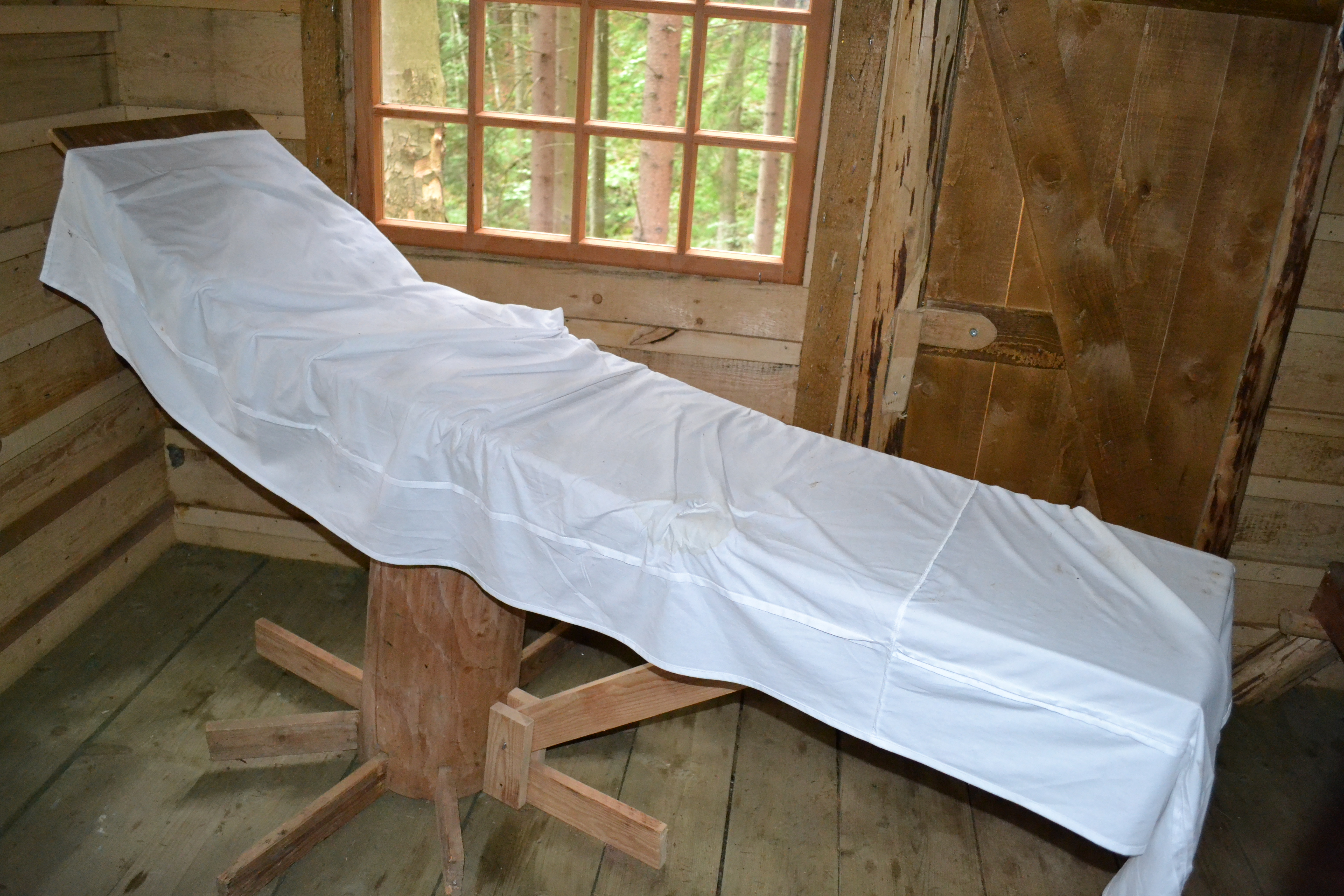
Partisanenlazarett Trška Gora, Operationstisch

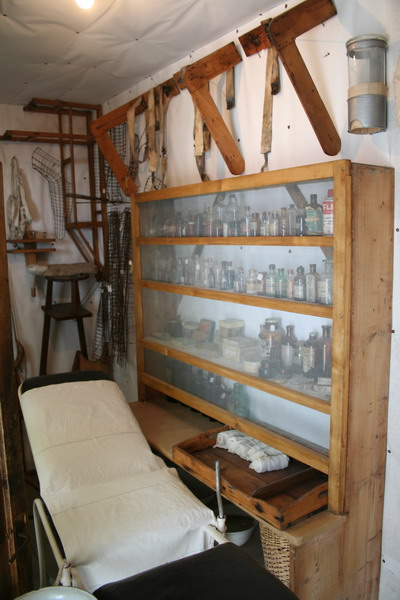
Partisanenlazarett Franja, Untersuchungsliege und Medikamente

Partisanenkrankenhaus und Partisanenlazarett (slowenisch: Partizanska bolnišnica) oder Slowenisches Kriegspartisanen-Krankenhaus (Slovenska vojna partizanska bolnica) sind Bezeichnungen für Militärkrankenhäuser, die während des Zweiten Weltkriegs auf dem Gebiet Sloweniens betrieben wurden. Krankenhäuser dieser Art waren meist kleine Holzhütten, die größtenteils in tiefen Wäldern, fernab des damaligen Straßennetzes, lagen. Ihr Zweck war es, kranken oder verwundeten Partisanen zu helfen.

## Die Entwicklung von Partisanenkrankenhäusern
Im Jahr 1942 wurden die Grundlagen für die Organisation der medizinischen Versorgung in slowenischen Militäreinheiten gelegt. Am 22. Juni 1942 erließ die Führung der slowenischen Partisanentruppen einen Befehl zur Einrichtung von ersten Sanitätsstationen in den Landschaften Unterkrain, Innerkrain und Weißkrain. 
Die Sanitätsstation Nr. 11 wurde im Gebirge Kočevski Rog im Süden Sloweniens eingerichtet. Sie war für Schwerverletzte gedacht. Die Hütte, in der diese Sanitätsstation betrieben wurde, war auf Militärkarten eingezeichnet und wurde infolgedessen im August 1942 während der Großen Offensive der italienischen Armee in der Region Ljubljana gefunden und niedergebrannt. Patienten und Personal zogen sich rechtzeitig zurück und versteckten sich. Die erwähnte Offensive war ein Zeichen dafür, dass es notwendig ist, Krankenhäuser an versteckten Orten zu errichten, abseits bekannter oder auf Militärkarten markierter Orte (Quellen, Höhlen, Försterhütten), die sogenannten Partisanenkrankenhäuser. 
Krankenstationen und Krankenhäuser zur Versorgung verwundeter und kranker Partisanen wuchsen entsprechend dem Wachstum und Bedarf der Militäreinheiten und ihrer Konflikte. Die militärische Situation in Slowenien war in den einzelnen Regionen unterschiedlich, was auch die Entwicklung versteckter Krankenhäuser und Sanitätsstationen beeinflusste. Im Jahr 1943 dominierte in Slowenien die stationäre Versorgung von Verwundeten. Das bedeutete, dass die Militäreinheit ihre Verwundeten einer versteckten Krankenstation oder einem Krankenhaus übergab, wo sie sich erholten. Dies bedeutete eine Entlastung für die Militäreinheit.
Das erste Partisanenkrankenhaus auf dem Gebiet der Provinz Ljubljana war das Bercet-Krankenhaus im Iška vintgarje. Später wurde es Krvavice genannt. Es wurde in der zweiten Maihälfte 1942 errichtet und war bis Juni 1943 in Betrieb. Damals wurde es von italienischen Soldaten gefunden und niedergebrannt. Die Verwundeten wurden rechtzeitig evakuiert.
Die größte Gruppe von Partisanenkrankenhäusern entstand im nordöstlichen Teil des Kočevski Rog, wo mehrere Lazarette unter einer gemeinsamen Verwaltung zusammengefasst wurden und den Namen Slowenisches Zentrales Kriegspartisanenkrankenhaus (Slowenisch: Slovenska centralna vojno-partizanska bolnišnica, abgekürzt SCVPB) erhielten.
Die ersten beiden konspirativen Krankenhäuser in diesem Gebirge waren das Jelenbreg-Lazarett und das Jelenžleb-Lazarett, die im Oktober 1942 ihren Betrieb aufnahmen. Im Jahr 1943 wurden im Rahmen der SCVPB folgende Partisanenlazarette gebaut: Vinica, Spodnje Lašče, Pugled, Jelendol, Stari Log, Zgornje Lašče, Lesen Kamen, Gaj, Zgornji Hrastnik und Spodnji Hrastnik.
Nur wenige dieser Lazarette wurden von den Besatzungstruppen gefunden und zerstört. Zwischen 1942 und 1945 wurden in allen SCVPB-Krankenhäusern rund 10.000 Verwundete und Kranke behandelt. Außerdem wurden 54 Kinder geboren.

## Slowenische Partisanenlazarette (Auswahl)
- Partizanska bolnišnica Jelendol (Kočevski Rog)
- Partizanska bolnišnica Jesen (Pohorje)
- Partizanska bolnišnica Košuta[6]
- Partizanska bolnišnica Krtina[7]
- Partizanska bolnišnica Krvavice[8]
- Partizanska bolnišnica Mežakli[9]
- Partizanska bolnišnica Mirta[10]
- Partizanska bolnišnica Pokljuka[11]
- Partizanska bolnišnica Pugled (Kočevski Rog)
- Partizanska bolnišnica Tevakin[12]
- Partizanska bolnišnica Topolovec[13]
- Partizanska bolnišnica Triglav[14]
- Partizanska bolnišnica Zalesje[15]
- Partizanska bolnišnica Zgornji Hrastnik (Kočevski Rog)
- Partizanska bolnišnica Zima[16]
- Paučkove partizanske bolnišnice
- Slovenska centralna vojno-partizanska bolnišnica
- Slovenska vojna partizanska bolnica Franja
- Slovenska vojna partizanska bolnica Pavla[17][18]